# Feria del Sol

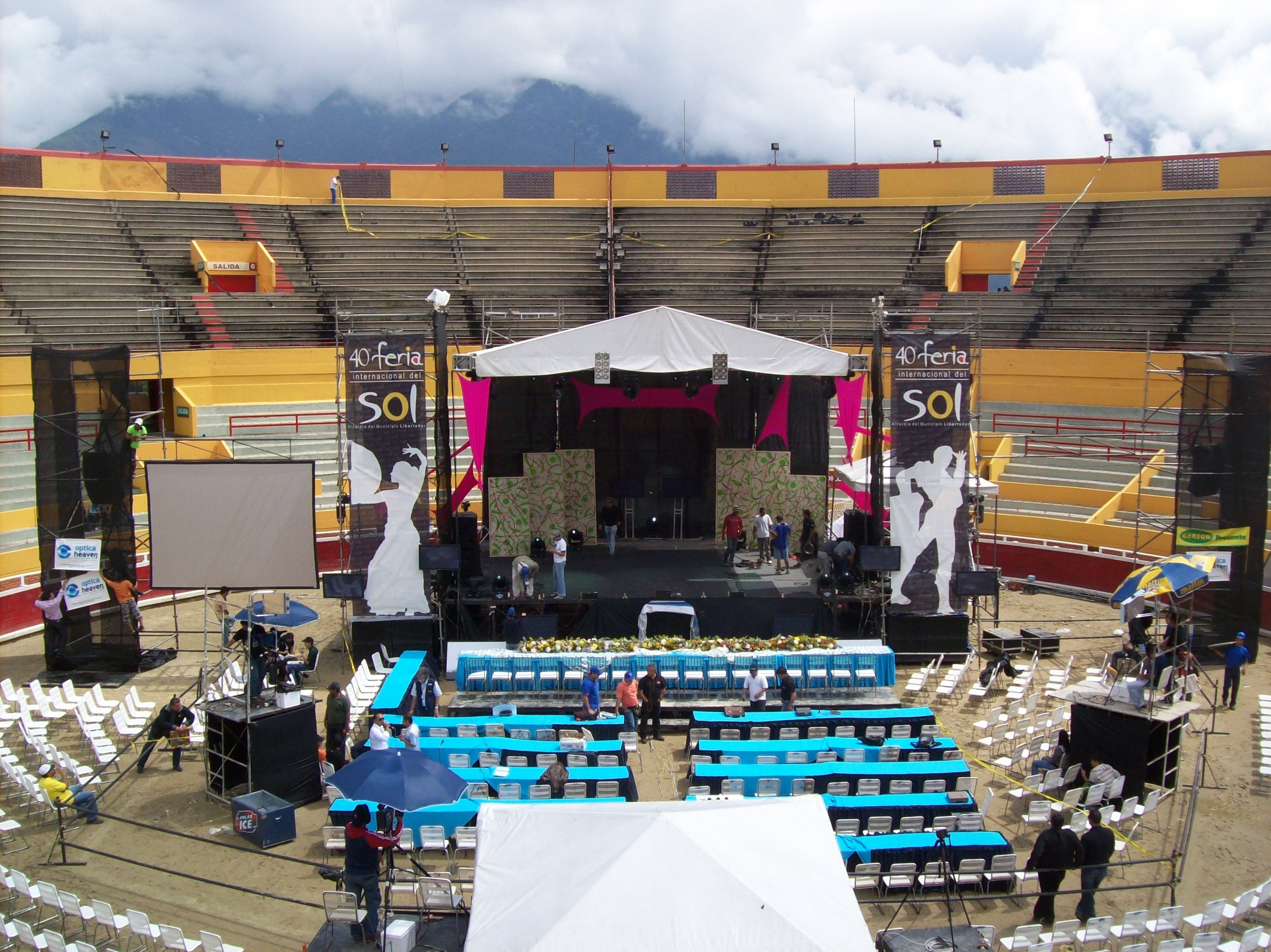
Circo Monumental Méridi w czasie przygotowań do wyborów Reina del Sol

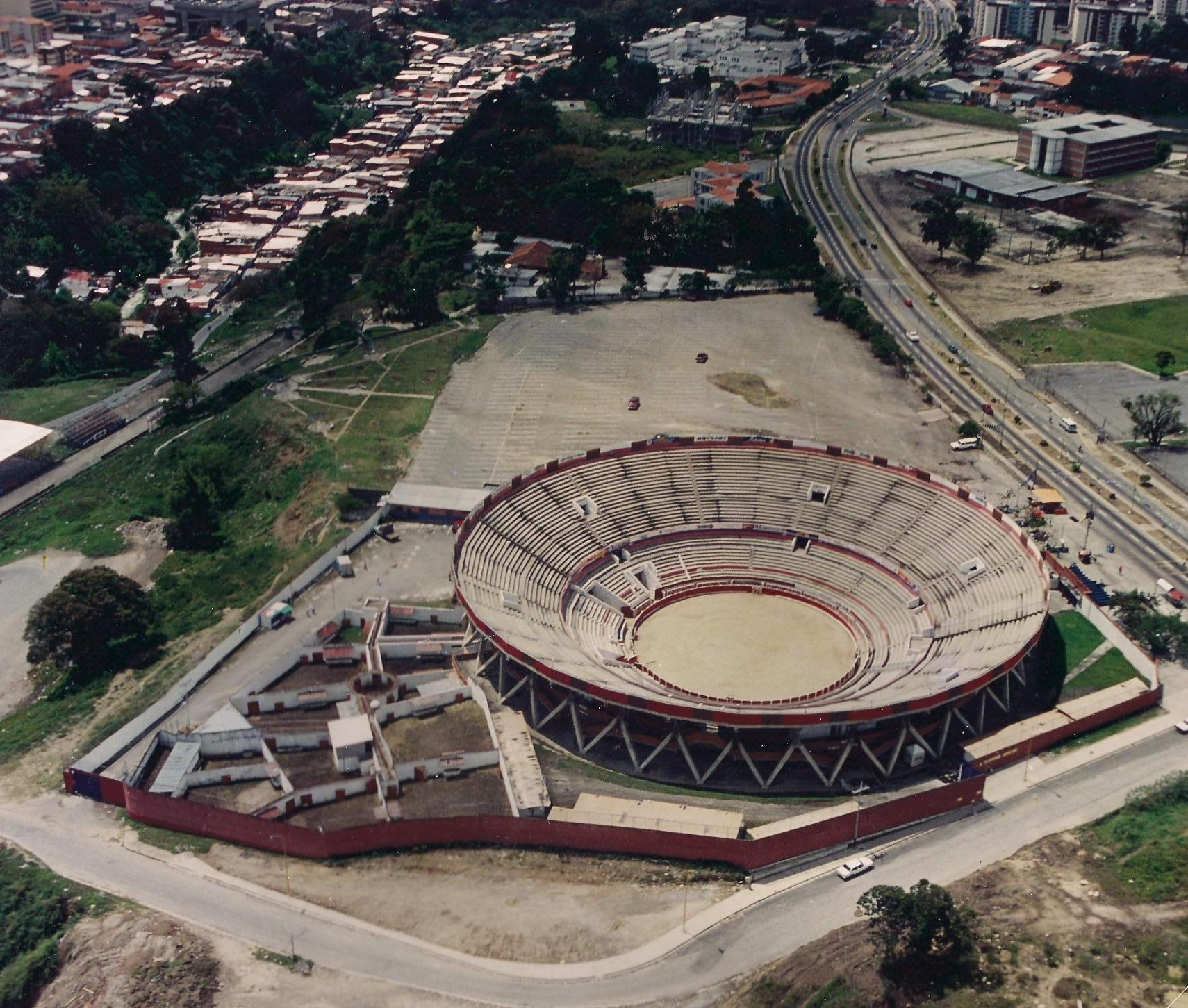
Panorama z Plaza de Toros Román Eduardo Sandia, Méridi

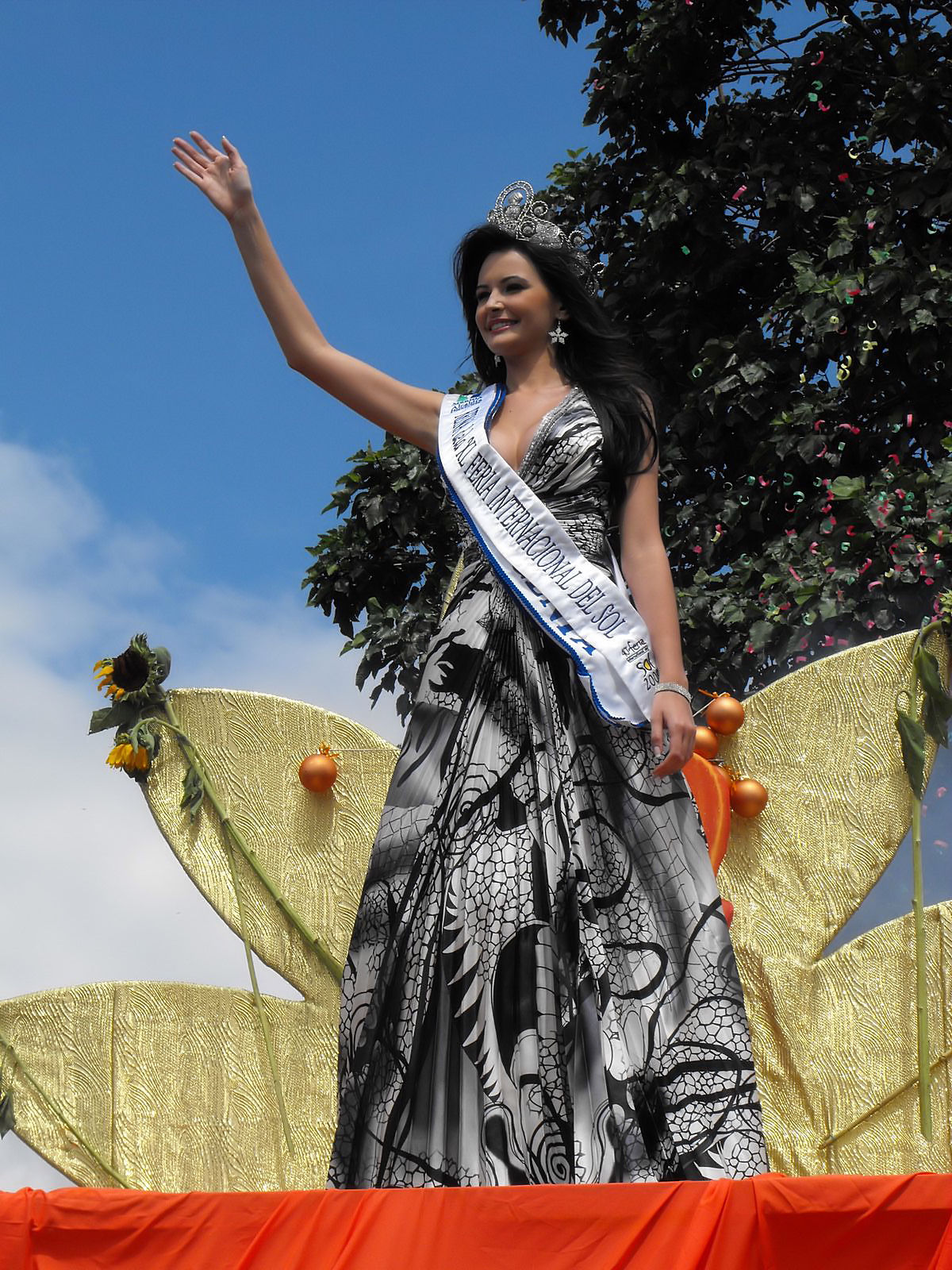
la Reina o (Novia) del Sol 2009

Feria del Sol (Święto Słońca), znany także jako Carnaval Taurino de America – festiwal kulturalny w Mérida, który co roku odbywa się w Wenezueli.
Festiwal odbywa się lutym, w czasie karnawału. Organizowanych jest wiele imprez kulturalnych, a także handlowe wystawy, koncerty, festiwale, parady i wybór królowej wystawy (Reina del Sol). Po wybudowaniu areny do walk byków, odbywają się walki tych zwierząt. 

## Historia
Pierwotnie festiwal miał odbywać się na początku grudnia w czasie uroczystości Niepokalanego Poczęcia. Pierwsze odbywały się w ciągu dwóch dni - 9 i 10 grudnia.
Ze względu na warunki atmosferyczne panujące w grudniu, postanowiono uczcić święta w okresie karnawału. Pod nazwą Feria del Sol od 1969 imprezy organizowano w dniach 15, 16 i 17 lutego. Od tego czasu, festiwal jest jedną z najważniejszych w Wenezueli i na świecie imprezą walk byków.